# 경성유치원

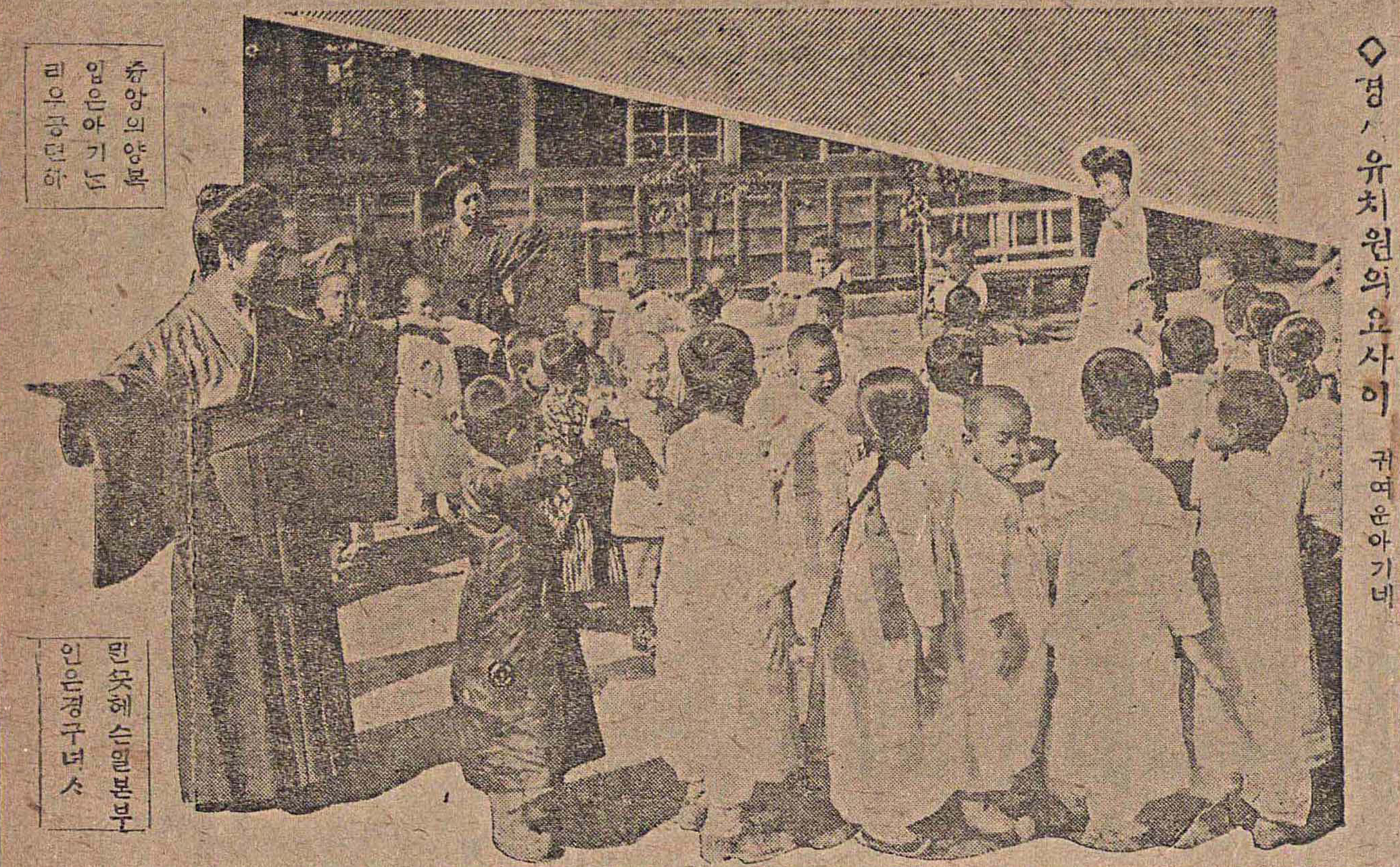
경성유치원 (1917년)

경성유치원(京城幼稚園)은 일제 강점기 조선 경성부 내 조선인을 대상으로 1913년에 설립된 사립 교육 시설이다.

## 역사
1912년 6월에 조중응, 유길준, 예종석 등이 중심이 되어 경성부 내 조선인을 대상으로 한 유치원 설립을 발기하였다. 재동(齋洞)에 위치한 경성여자고등보통학교 교사를 빌려 1913년 4월 7일에 최초의 입원식을 거행하였다. 그 후 중부 관인방 원동(園洞)에 교사를 신축하고 1914년 5월 11일에 이전하였다.

## 같이 보기
- 일제 강점기의 교육